# Den thrakiske grav i Kazanlak

Den thrakiske grav i Kazanlak (bulgarsk: Казанлъшка гробница, Kazanlǎška grobnica) er en kuppelgrav (tholos) ved byen Kazanlak i det centrale Bulgarien.
Graven er en del af en stor kongelig thrakisk necropolis ved thrakernes antikke hovedstad, Seuthopolis. I regionen findes der mere end tusind grave for medlemmer af det thrakiske aristokrati.
Graven består af en snæver korridor og et rundt gravkammer dekoreret med vægmalerier, der forestiller et thrarisk par ved en rituel begravelsesceremoni. Monumentet stammer fra 4. Årh. f. Kr. og er på UNESCO's liste over verdensarv efter 1979. Vægmalerierne viser heste og et ridende par. For at bevare malerierne er graven ikke åben for offentligheden. Der er bygget en kopi i fuld størrelse tæt ved.

## Billeder
- Afbildning af en farvelscene mellem gommen og bruden
- Thrakisk konge og dronning — fra kopien af graven.
- Væddeløb — fra kopien af graven.

## References
1. ↑  "Arkiveret kopi". Arkiveret fra originalen 30. marts 2016. Hentet 14. oktober 2018.

## External links
- Wikimedia Commons har flere filer relateret til Den thrakiske grav i Kazanlak
- „The Thracian Tomb in Kazanluk“, book by Dafina Vasileva.
- Images of the Thracian Tomb of Kazanlak Arkiveret 28. september 2016 hos  Wayback Machine.

Skabelon:Unesco-bg
Kategory:Bulgarien
42°37′32″N 25°23′57″Ø / 42.6256°N 25.3992°Ø